# Lynn Chircop
Lynn Chircop (1980) is een Maltese zangeres die voor Malta uitkwam op het Eurovisiesongfestival van 2003. Toen ze de nationale finale won, waren zowel zij als het publiek verrast dat een betrekkelijke nieuwkomer de favorieten had verslagen.
Lynns passie is muziek en ze zag af van een kantoorbaan om te zingen en piano te spelen in hotels en nachtclubs. Lynn formeerde ook een band, Blend 7, in 2002. Ze besteedt veel tijd aan het schrijven van eigen composities die ze omschrijft als een mix tussen de muziek van Tori Amos en Alicia Keys. "Ik wil duidelijk mijn eigen stijl ontwikkelen maar deze twee artiesten inspireren me" zegt ze.
Lynns muzieksmaak varieert van jazz via rock tot klassiek. Desalniettemin vindt ze haar songfestivallied "To dream again" ook een mooi nummer. In de internationale finale van het Eurovisiesongfestival werd ze vijfentwintigste, de slechtste score ooit voor Malta.
1971: Joe Grech · 
1972: Helen & Joseph · 
1975: Renato · 
1991: Paul Giordimaina & Georgina · 
1992: Mary Spiteri · 
1993: William Mangion · 
1994: Chris & Moira · 
1995: Mike Spiteri · 
1996: Miriam Christine · 
1997: Debbie Scerri · 
1998: Chiara · 
1999: Times Three · 
2000: Claudette Pace · 
2001: Fabrizio Faniello · 
2002: Ira Losco · 
2003: Lynn Chircop · 
2004: Julie & Ludwig · 
2005: Chiara · 
2006: Fabrizio Faniello · 
2007: Olivia Lewis · 
2008: Morena · 
2009: Chiara · 
2010: Thea Garrett · 
2011: Glen Vella · 
2012: Kurt Calleja · 
2013: Gianluca Bezzina · 
2014: Firelight · 
2015: Amber · 
2016: Ira Losco · 
2017: Claudia Faniello · 
2018: Christabelle · 
2019: Michela · 
2021: Destiny Chukunyere · 
2022: Emma Muscat · 
2023: The Busker · 
2024: Sarah Bonnici · 
2025: Miriana Conte
- Gemeinsame Normdatei: 135316510
- International Standard Name Identifier: 0000 0000 5657 8638
- Virtual International Authority File: 80104150
- WorldCat: E39PBJfCwwRRmp37KB3Xh3pByd